# Tibetische Akademie der Sozialwissenschaften
Die Tibetische Akademie der Sozialwissenschaften (chinesisch 西藏自治区社会科学院, Pinyin Xizang Zizhiqu Shehui Kexuyuan, englisch Tibet(an) Academy of Social Sciences; Abk. TASS – „Akademie für Sozialwissenschaften des Autonomen Gebiets Tibets“, kurz: 西藏会科院,  Xizang Shekeyuan) ist eine im August 1985 gegründete Organisation, die sich der Erforschung der tibetischen Kultur widmet. Es ist das größte Forschungsinstitut der Tibetologie in Tibet. Ihr angeschlossen ist der Verlag Xizang Zangwen guji chubanshe (西藏藏文古籍出版社) für alte Bücher in tibetischer Sprache. Sie befindet sich in Lhasa.

## Gliederung
Sie umfasst elf Einheiten:

### Administrative Offices
- Central Administration Office
- Employment Office
- Research Planning/Management Office

### Forschungsinstitute
- Ethnic Studies
- Religion
- Modern Tibetan Studies
- Agricultural Economics
- Economic Policy

### Research Support Offices
- Document and Information Management Office of the Library
- Tibetan Classics Publishing House
- Chinese/Tibetan Editorial Office